# Jorge Antonio
Jorge Antonio Chibene ou Jorge Antun Esquaf (né le 14 octobre 1917, La Boca, Buenos Aires - mort le 11 février 2007) était un homme d'affaires argentin d'origine syrienne et un conseiller spécial du président argentin Juan Domingo Perón.

## Biographie
Né d'un père syrien, Elias Antun Esquef, il grandit en Uruguay. Représentant de General Motors et Mercedes Benz en Argentine, il rencontre Perón en 1949 après une brève rencontre en 1943. Il achète un groupe de media: Radio Belgrano, Canal 7 et l'agence Télam. Sa fortune s'élevait à 215 million de $,. Il emploie Adolf Eichmann, (Ricardo Clement) et fut associé au trésor des nazis. Après la révolution argentine de septembre 1955, il est enfermé à Ushuaïa, à Río Gallegos et se réfugie au Chili, à Cuba et en Espagne où il est soupçonné de faire du trafic d'armes avec Monser Al Kassar. Ami de Carlos Saúl Menem, il mourut en 2007 après son 90e anniversaire avec sa première femme Esmeralda, et ses cinq enfants, plus trois adoptés.